# Собченко, Владимир Фёдорович
Влади́мир Фёдорович Со́бченко (13 июня 1930, Белая Церковь, Киевская область — 30 сентября 2014) — советский дипломат. Чрезвычайный и полномочный посол.

## Биография
Член КПСС с 1953 года. Окончил Белоцерковский сельскохозяйственный институт (1954) и Дипломатическую академию МИД СССР (1980). С 1955 года на партийной работе.
- В 1971—1973 годах — секретарь Винницкого обкома КП Украины.
- В 1973—1978 годах — второй секретарь Винницкого обкома КПУ.
- С 9 октября 1980 по 3 октября 1986 года — чрезвычайный и полномочный посол СССР в Лаосе.
- С 3 октября 1986 по 15 февраля 1991 года — чрезвычайный и полномочный посол СССР в Тунисе[1].

С 1991 года в отставке.
Депутат Верховного Совета Украинской ССР (1975—1980). Делегат XXV (1976), XXVI (1981) и XXVII (1986) съездов КПСС.

## Награды
- Орден Октябрьской Революции.
- Орден Дружбы народов.
- Орден «Знак Почёта».

Награждён Лаосским орденом свободы 1 степени, орденом Тунисской Республики.